# دريد أوت (لعبة فيديو)
لعبة دريد أوت (بالإنجليزية:DreadOut) ، هي لعبة إلكترونية من نوع رعب البقاء، سيصدر اللعبة كاملة هذا العام (2014) ، وتصور القصة حول امرأة إندونيسية تبحث عن خروجها من المأزق، وهي لعبة اشبه قليلا بسلسلة فاتل فريم الشهيرة.